# Berwyn (Alberta)
Berwyn es un pueblo canadiense situado en la provincia de Alberta.

## Superficie
Berwyn tiene una superficie de 1,57 km².

## Demografía
En 2021, tenía 577 habitantes, una densidad poblacional de 366,6 hab./km², y 274 viviendas.